# Bohicon
Bohicon je grad u Beninu. Nalazi se na jugu zemlje, na željezničkoj pruzi Cotonou-Parakou. Grad je važno trgovačko središte i prometno čvorište, koje Benin povezuje sa susjednim zemljama. Administrativnom je podjelom države smješten u departman Zou i leži 10 km od glavnog grada departmana, Abomeya.
Nastao u 20. stoljeću oko željezničke stanice, Bohicon je relativno mlad grad u usporedbi s obližnjim Abomeyem ili Alladom.
Prema popisu iz 2002. godine, Bohicon je imao 65.974 stanovnika.

## Vanjske poveznice
- Stranica o Bohiconu (fr.)

### Ostali projekti
|  | Zajednički poslužitelj ima još gradiva o temi Bohicon |